# Leskia palliventris
Leskia palliventris là một loài ruồi trong họ Tachinidae.